# Villa Maria (Neapel)

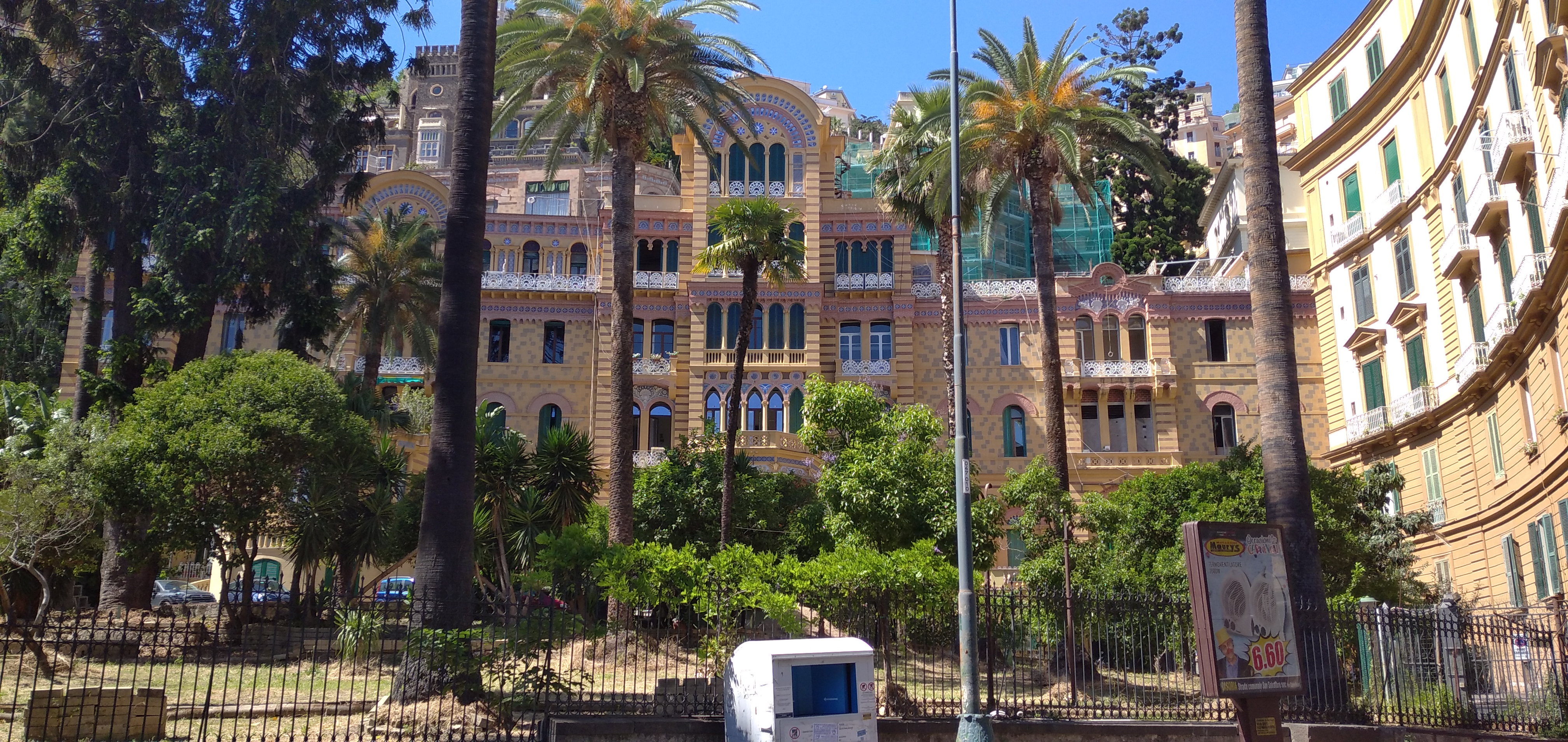
Villa Maria in Neapel von d ‘Via del Parco Margherita aus

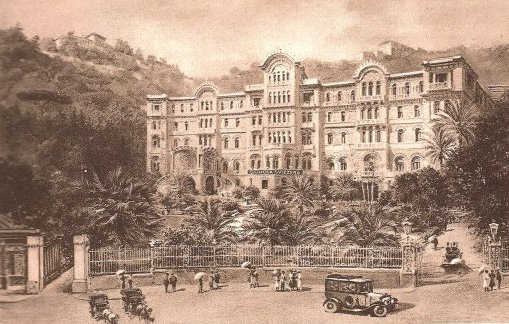
Die Villa auf einem Foto von 1933

Die Villa Maria (früher Palazzo del Grand Eden Hotel) ist ein Jugendstilpalast aus dem Beginn des 20. Jahrhunderts im Viertel Chiaia von Neapel in der italienischen Region Kampanien. Sie liegt in der Via del Parco Margherita, in der Nähe der Piazza Amedeo.

## Geschichte

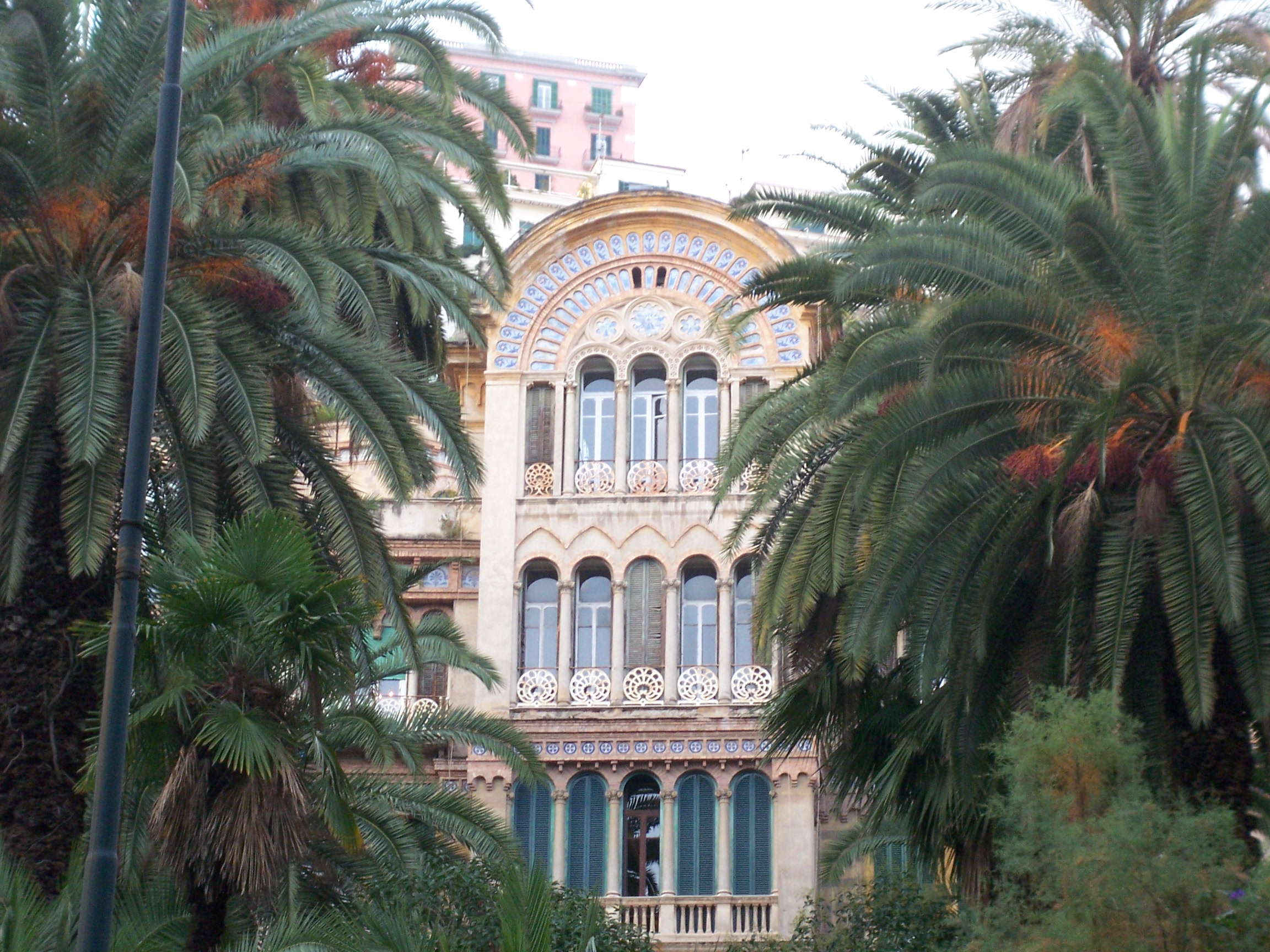
Der Turm in der Mitte des Gebäudes

Der Palast wurde mit dem Ziel erbaut, die zahlreichen reichen Ausländer, die die Stadt im Laufe der zweiten Hälfte des 19. Jahrhunderts besuchten, zu beherbergen. So entstanden die heute als „Elitestraßen“ definierten Straßenzüge von Neapel: Via Filangieri, Via dei Mille, Via Vittoria Colonna und schließlich Via del Parco Margherita, in der das Hotel entstehen sollte.
Das Gebäude wurde in den Jahren 1899 bis 1901 errichtet. Projektiert wurde es vom Architekten Angelo Trevisan (1849–1929) aus Venetien, unterstützt vom jungen Bauingenieur Gioacchino Luigi Mellucci. Auftraggeber war Giulio Huraut. Der Palast komplettierte die neu angelegte Piazza Amedeo, an dem es bereits die Villa Colonna Pignatelli (1878) und den Palazzo Balsorano gab.
Erbaut wurde das Gebäude als Hotel, diente aber später als Sitz der Schweizer Schule und dann als privates Wohnhaus.

## Beschreibung

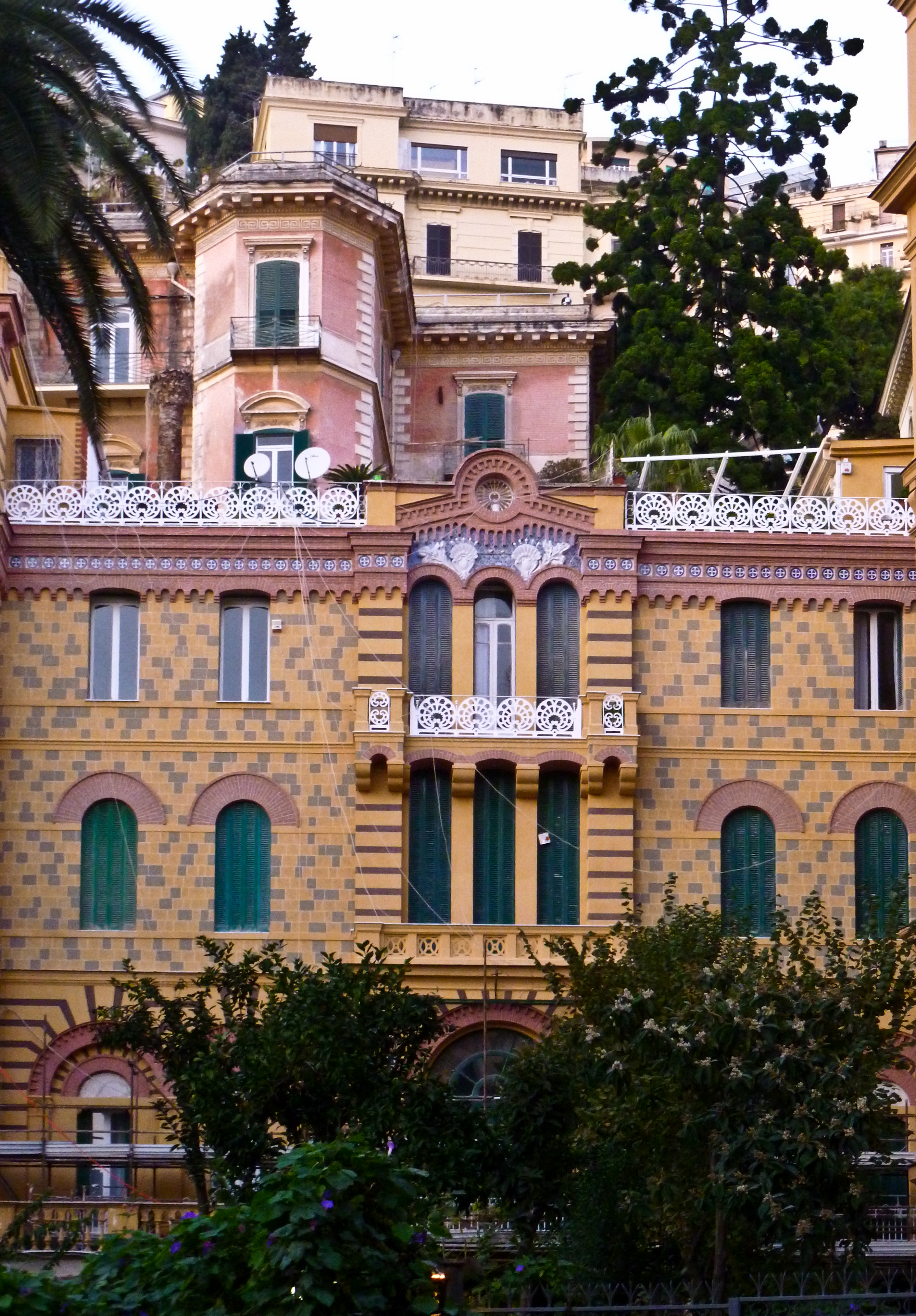
Detail der Fassade

Der Palast zeigt sich als Gebäude im neapolitanischen Jugendstil mit eingemischten Einflüssen der Eklektik; der Mittelbau springt gegenüber den anderen Gebäudeteilen vor und zeigt vom ersten bis zum dritten Stockwerk einen Baustil der der venezianischen Architektur gleicht, und ein tonnenförmiges Dach mit verglaster Front.
Den Zugang zum Palast vermitteln zwei monumentale Treppenzüge aus weißem Marmor, die einen runden Pavillon mit großen, rundlichen Fenstern umschließen.
Neben dem rechten Treppenzug gibt es einen halbrunden Vorbau, der eine Terrasse in derselben Form stützt, unter der sich ein großer, halbrunder Salon des ursprünglichen Hotels befindet, der durch hohe Glasfenster gekennzeichnet ist.
Schließlich liegt der Palast nicht direkt an der Straße, sondern an einer Grünfläche vor dem Haupteingang.